# 释则悟
释则悟（1974年10月—），男，汉族，浙江瑞安人，中华人民共和国佛教僧人，中国佛教协会副会长，第十三届全国人民代表大会福建省代表。

## 生平
2018年，则悟被选为福建省出席第十三届全国人民代表大会代表。